# بخش زرد کریک (شهرستان کلمبیانا، اوهایو)
بخش زرد کریک (به انگلیسی: Yellow Creek Township) یک منطقهٔ مسکونی در ایالات متحده آمریکا است که در شهرستان کلمبیانا، اوهایو واقع شده‌است.
 بخش زرد کریک ۵۱٫۲ کیلومتر مربع مساحت و ۲٬۱۴۰ نفر جمعیت دارد و ۲۶۱ متر بالاتر از سطح دریا واقع شده‌است.